# Elecciones municipales del Santa de 2010
Las elecciones municipales del Santa de 2010 se llevaron a cabo el 3 de octubre de 2010 para elegir al alcalde y al Concejo Provincial del Santa para el periodo 2011-2014. La elección se celebró simultáneamente con elecciones regionales y municipales (provinciales y distritales) en todo el Perú.

## Sistema electoral
La Municipalidad Provincial del Santa es el órgano administrativo y de gobierno de la provincia del Santa. Está compuesta por el alcalde y el Concejo Provincial.
La votación del alcalde y el concejo se realiza en base al sufragio universal, que comprende a todos los ciudadanos nacionales mayores de dieciocho años, empadronados y residentes en la provincia del Santa y en pleno goce de sus derechos políticos, así como a los ciudadanos no nacionales residentes y empadronados en la provincia del Santa.
El Concejo Provincial del Santa está compuesto por 13 regidores elegidos por sufragio directo para un período de cuatro (4) años, en forma conjunta con la elección del alcalde (quien lo preside). La votación es por lista cerrada y bloqueada. Se asigna a la lista ganadora los escaños según el método d'Hondt o la mitad más uno, lo que más le favorezca.

## Composición del Concejo Provincial del Santa
La siguiente tabla muestra la composición del Concejo Provincial del Santa antes de las elecciones.
| Partidos | Partidos                                              | Regidores |
| -------- | ----------------------------------------------------- | --------- |
|          | Movimiento Independiente Regional Río Santa Caudaloso | 8         |
|          | Partido Aprista Peruano                               | 3         |
|          | Movimiento Regional Independiente Cuenta Conmigo      | 1         |
|          | Alianza Regional Áncash                               | 1         |

## Partidos y candidatos
A continuación se muestra una lista de los principales partidos y alianzas electorales que participaron en las elecciones:
| Candidatura | Candidatura | Partidos y alianzas                                                                         | Candidatos | Candidatos                  | Ideología                                                          | Resultado previo | Resultado previo | Ref. |
| Candidatura | Candidatura | Partidos y alianzas                                                                         | Candidatos | Candidatos                  | Ideología                                                          | Votos (%)        | Reg.             | Ref. |
| ----------- | ----------- | ------------------------------------------------------------------------------------------- | ---------- | --------------------------- | ------------------------------------------------------------------ | ---------------- | ---------------- | ---- |
|             | RSC         | Lista - Movimiento Independiente Regional Río Santa Caudaloso (RSC)                         |            | Amelia Espinoza García      | Regionalismo ancashino                                             | 39.35%           | 8                |      |
|             | APRA        | Lista - Partido Aprista Peruano (APRA)                                                      |            | Josué Noriega Ravelo        | Aprismo                                                            | 27.80%           | 3                |      |
|             | C           | Lista - Movimiento Regional Independiente Cuenta Conmigo (C)                                |            | Luis Arroyo Rojas           | Regionalismo ancashino                                             | 14.64%           | 1                |      |
|             | PP          | Lista - Perú Posible (PP)                                                                   |            | Estuardo Díaz Delgado       | Socioliberalismo Democracia liberal Tercera vía                    | 6.89%            | 1                |      |
|             | PPC         | Lista - Partido Popular Cristiano (PPC)                                                     |            | Gabriel Gayoso Quiñones     | Democracia cristiana Conservadurismo social Liberalismo económico  | 6.89%            | 1                |      |
|             | RN          | Lista - Restauración Nacional (RN)                                                          |            | Sausalito Montano Barbuda   | Liberalismo económico Humanismo cristiano Evangelismo              | 1.20%            | 0                |      |
|             | AP          | Lista - Acción Popular (AP)                                                                 |            | Julio Gonzales Fernández    | Humanismo Nacionalismo cívico Reformismo                           | 1.01%            | 0                |      |
|             | Nueva ERA   | Lista - Movimiento Independiente Nueva Esperanza Regional Ancashina "Nueva ERA" (Nueva ERA) |            | Sergio Hung Budinich        | Regionalismo ancashino                                             | 1.00%            | 0                |      |
|             | C90         | Lista - Cambio 90 (C90)                                                                     |            | Pedro Rodríguez Gastañadui  | Fujimorismo Conservadurismo social Populismo de derecha            | Nuevo            | Nuevo            |      |
|             | SP          | Lista - Somos Perú (SP)                                                                     |            | Líder Saavedra Paredes      | Democracia cristiana Conservadurismo social                        | Nuevo            | Nuevo            |      |
|             | MNI         | Lista - Movimiento Nueva Izquierda (MNI)                                                    |            | Jorge Baca Luna             | Marxismo-leninismo Mariateguismo Socialismo democrático            | Nuevo            | Nuevo            |      |
|             | APP         | Lista - Alianza para el Progreso (APP)                                                      |            | Jesús Marcelo Robles        | Liberalismo económico Conservadurismo liberal Populismo de derecha | Nuevo            | Nuevo            |      |
|             | SU          | Lista - Siempre Unidos (SU)                                                                 |            | Teodosio Maldonado Mendieta | Partido atrapalotodo                                               | Nuevo            | Nuevo            |      |
|             | PHP         | Lista - Partido Humanista Peruano (PHP)                                                     |            | Yolanda Cadenillas Ortega   | Humanismo Socialismo Ecosocialismo                                 | Nuevo            | Nuevo            |      |
|             | F2011       | Lista - Fuerza 2011 (F2011)                                                                 |            | Miguel Koo Chía             | Fujimorismo Conservadurismo social Populismo de derecha            | Nuevo            | Nuevo            |      |
|             | MANPE       | Lista - Movimiento Acción Nacionalista Peruano (MANPE)                                      |            | Lucas Tarazona Minaya       | Regionalismo ancashino                                             | Nuevo            | Nuevo            |      |
|             | MINDE       | Lista - Movimiento Independiente Nuevo Destino (MINDE)                                      |            | Rubén Sandoval Calvo        | Regionalismo ancashino                                             | Nuevo            | Nuevo            |      |
|             | AD          | Lista - Áncash Dignidad (AD)                                                                |            | Luis Luna Villarreal        | Regionalismo ancashino                                             | Nuevo            | Nuevo            |      |
|             | UxA         | Lista - Movimiento Independiente Regional Unidos por Áncash (UxA)                           |            | Pedro Mezzich Giraldo       | Regionalismo ancashino                                             | Nuevo            | Nuevo            |      |
|             | IND         | Lista - Lista Independiente N° 1 Social Progresista Áncash                                  |            | Luis Costas Moya            | Localismo santeño                                                  | Nuevo            | Nuevo            |      |
|             | IND         | Lista - Lista Independiente N° 3 Siempre con el Pueblo                                      |            | Noé García Velásquez        | Localismo santeño                                                  | Nuevo            | Nuevo            |      |
|             | IND         | Lista - Lista Independiente N° 5 Futuro Para Todos                                          |            | Luis Denegri Córdova        | Localismo santeño                                                  | Nuevo            | Nuevo            |      |

## Resultados

### Sumario general
|                        |                                                                                     |              |              |              |           |           |
| Partidos y coaliciones | Partidos y coaliciones                                                              | Voto popular | Voto popular | Voto popular | Regidores | Regidores |
| Partidos y coaliciones | Partidos y coaliciones                                                              | Votos        | %            | +/−          | Total     | +/−       |
|                        | Movimiento Regional Independiente Cuenta Conmigo (C)                                | 66,640       | 30.98        | +16.34       | 8         | +7        |
|                        | Movimiento Independiente Regional Río Santa Caudaloso (RSC)                         | 41,410       | 19.25        | –20.10       | 2         | –6        |
|                        | Partido Aprista Peruano (APRA)                                                      | 31,822       | 14.79        | –13.01       | 2         | –1        |
|                        | Perú Posible (PP)                                                                   | 22,537       | 10.48        | n/a          | 1         | ±0        |
|                        | Alianza para el Progreso (APP)                                                      | 8,900        | 4.14         | n/a          | 0         | ±0        |
|                        | Lista Independiente N° 3 Siempre con el Pueblo                                      | 7,894        | 3.67         | n/a          | 0         | ±0        |
|                        | Somos Perú (SP)                                                                     | 7,878        | 3.66         | n/a          | 0         | ±0        |
|                        | Fuerza 2011 (F2011)                                                                 | 6,750        | 3.14         | Nuevo        | 0         | ±0        |
|                        | Movimiento Acción Nacionalista Peruano (MANPE)                                      | 3,513        | 1.63         | Nuevo        | 0         | ±0        |
|                        | Áncash Dignidad (AD)                                                                | 3,408        | 1.58         | Nuevo        | 0         | ±0        |
|                        | Movimiento Nueva Izquierda (MNI)                                                    | 2,565        | 1.19         | n/a          | 0         | ±0        |
|                        | Partido Humanista Peruano (PHP)                                                     | 1,934        | 0.90         | Nuevo        | 0         | ±0        |
|                        | Restauración Nacional (RN)                                                          | 1,671        | 0.78         | –0.42        | 0         | ±0        |
|                        | Lista Independiente N° 1 Social Progresista Áncash                                  | 1,407        | 0.65         | n/a          | 0         | ±0        |
|                        | Partido Popular Cristiano (PPC)                                                     | 1,319        | 0.61         | n/a          | 0         | ±0        |
|                        | Acción Popular (AP)                                                                 | 1,108        | 0.52         | –0.49        | 0         | ±0        |
|                        | Movimiento Independiente Nueva Esperanza Regional Ancashina "Nueva ERA" (Nueva ERA) | 1,016        | 0.47         | –0.53        | 0         | ±0        |
|                        | Movimiento Independiente Regional Unidos por Áncash (UxA)                           | 994          | 0.46         | Nuevo        | 0         | ±0        |
|                        | Movimiento Independiente Nuevo Destino (MINDE)                                      | 867          | 0.40         | Nuevo        | 0         | ±0        |
|                        | Lista Independiente N° 5 Futuro Para Todos                                          | 541          | 0.25         | n/a          | 0         | ±0        |
|                        | Cambio 90 (C90)                                                                     | 522          | 0.24         | Nuevo        | 0         | ±0        |
|                        | Siempre Unidos (SU)                                                                 | 401          | 0.19         | Nuevo        | 0         | ±0        |
|                        |                                                                                     |              |              |              |           |           |
| Total                  | Total                                                                               | 215,097      |              |              | 13        | ±0        |
|                        |                                                                                     |              |              |              |           |           |
| Votos válidos          | Votos válidos                                                                       | 215,097      | 85.39        | –0.88        |           |           |
| Votos en blanco        | Votos en blanco                                                                     | 13,996       | 5.56         | –0.61        |           |           |
| Votos nulos            | Votos nulos                                                                         | 22,801       | 9.05         | +1.49        |           |           |
| Votos emitidos         | Votos emitidos                                                                      | 251,894      | 86.54        | –0.92        |           |           |
| Abstenciones           | Abstenciones                                                                        | 39,176       | 13.46        | +0.92        |           |           |
| Votantes registrados   | Votantes registrados                                                                | 291,070      |              |              |           |           |
|                        |                                                                                     |              |              |              |           |           |
| Fuente:                |                                                                                     |              |              |              |           |           |

## Elecciones municipales distritales

### Resultados por distrito
La siguiente tabla enumera el control de los distritos de la provincia del Santa. El cambio de mando de una organización política se resalta del color de ese partido.
| Distrito         | Alcalde(sa) titular      | Partido político | Partido político        | Alcalde(sa) electo(a)    | Partido político | Partido político    |
| ---------------- | ------------------------ | ---------------- | ----------------------- | ------------------------ | ---------------- | ------------------- |
| Cáceres del Perú | Lorenzo Navarrete León   |                  | Río Santa Caudaloso     | Lorenzo Navarrete León   |                  | Río Santa Caudaloso |
| Coishco          | Hermes Ascate Zamudio    |                  | Cuenta Conmigo          | Santos Castillo Mestanza |                  | Río Santa Caudaloso |
| Macate           | Dionisio Menacho Arteaga |                  | Cuenta Conmigo          | Víctor Arteaga Martínez  |                  | Somos Perú          |
| Moro             | Ivo Rincón Ruiz          |                  | Somos Perú              | Ivo Rincón Ruiz          |                  | Río Santa Caudaloso |
| Nepeña           | Luis Montalvo Rodriguez  |                  | Nepeña Querido          | Luis Collazos Matheus    |                  | Áncash Dignidad     |
| Nuevo Chimbote   | Valentín Fernández Bazán |                  | Partido Aprista Peruano | Juan Gasco Barreto       |                  | Cuenta Conmigo      |
| Samanco          | Carlos Meléndez Bismarck |                  | Nueva ERA               | Carlos Meléndez Bismarck |                  | Río Santa Caudaloso |
| Santa            | Eugenio Jara Acosta      |                  | Alianza Regional Áncash | Óscar Velarde Ichikawa   |                  | Fuerza 2011         |